# 拉多斯拉夫·内斯特洛维奇
拉多斯拉夫·内斯特洛维奇（羅馬化：Radoslav Nesterovič，1976年5月30日—），出生于卢布尔雅那，斯洛文尼亚职业篮球运动员，司职中鋒。

## 早年和篮球生涯
内斯特洛维奇出生于前南斯拉夫的卢布尔雅那 (现今斯洛文尼亚)，青年队时期在贝尔格莱德游击队篮球队 (Partizan Belgrade)打球.

### PAOK塞萨洛尼基
由于南斯拉夫内战，内斯特洛维奇迁移到了塞萨洛尼基PAOK篮球队，他也获得了希腊的公民权，在他的希腊护照上叫作拉多斯拉夫·马科斯(Radoslav Makris)。

### 卢布尔雅那奥林匹亚
在1995-96赛季，内斯特洛维奇重返家乡效力于奥林匹亚联合篮球队，在国内联赛中他场均出场30分钟得到17分和14个篮板。1996年夏天，内斯特洛维奇代表斯洛文尼亚青年队参加U-22欧青赛，打的非常出色，得到了赛事MVP。
在随后的1996-97赛季中，卢布尔雅那奥林匹亚完成了一个传奇般的赛季，球队打入了罗马的欧洲联赛四强，其中内斯特洛维奇启着不小的作用。在欧洲联赛中，他得到了场均14分和8个篮板。

### 维鲁斯博洛尼亚
在欧洲赛场的出色表现1997年夏天，内斯特洛维奇转会去了意大利篮球甲级联赛豪门维鲁斯博洛尼亚队 (Virtus Bologna)。在新俱乐部的第一个赛季，他在意大利国内杯得到场均9分和12个篮板，但是在随后的欧洲联赛中他表现更为出色得到了场均11.2分和8.4个篮板，帮助博洛尼亚队赢得了欧洲联赛的冠军头衔，在球队中他的队友包括了传奇球员普雷德拉格·丹尼洛维奇 (Predrag Danilović)、佐兰·萨维奇 (Zoran Savić)和安东尼·加迪奥 (Antoine Rigaudeau)。在总决赛中，内斯特洛维奇得到了16分和9个篮板。

### 明尼苏达森林狼
内斯特洛维奇在1999年NBA选秀中第一轮第17顺位被明尼苏达森林狼队选中，他在1998-99赛季结束前才加盟球队直到2002-03赛季。内斯特洛维奇在森林狼队打了五年四整个赛季，因为在他的第一个赛季只打了最后两场常规赛和全部的季后赛。他在森林狼表现最好的赛季出现在2002-03赛季，内斯特洛维奇得到了11.2分和6.6个篮板，这也为他在2004年赢得了圣安东尼奥马刺队的一份六年的合同。

### 圣安东尼奥马刺
在马刺的第一个赛季中他得到了8.7分和7.7个篮板，2004-05赛季，内斯特洛维奇效力马刺的第二个赛季中遭受到了脚裸伤病的困扰，只出场了70次但是大部分时间还是球队的首发中锋，和他斯洛文尼亚同乡贝诺·乌德里一起帮助马刺最终夺取了2004-05赛季的NBA总冠军。

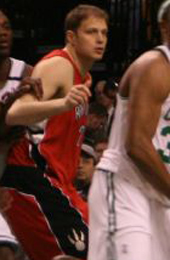
猛龙队的内斯特洛维奇

### 多伦多猛龙
在2006年6月21日，内斯特洛维奇以及一些现金优惠被交易去了多伦多猛龙队以换取马特·邦纳、埃里克·威廉姆斯和一个2009年的第二轮选秀权。在他效力猛龙队的第一个赛季夺得了场均11.9分、9.5个篮板和1.6次封盖。

### 印第安納溜馬
2008年7月9日，内斯特洛维奇與暴龍隊的T·J·福特、馬希奧·巴斯頓以及17號選秀權（羅伊·希伯特）一起被交易到印第安納溜馬，換來傑梅因·奧尼爾和41號選秀權（內森·傑瓦伊）。

### 重返多倫多暴龍
2009年7月30日，内斯特洛维奇正式與暴龍隊簽約，據報道，暴龍隊以一年兩次的特例簽下一個賽季190萬美元的合約。

## 国际赛场
内斯特洛维奇是现任的斯洛文尼亚国家篮球队队长，他帮助球队在贝尔格莱德2005年欧洲篮球锦标赛中取得第六名，从而得到了2006年世界男子篮球锦标赛的参赛资格。在2005年欧锦赛中他常均出赛21分钟，拿下16分和7个篮板。